# Honchō monzui

Le Honchō monzui (本朝文粋) est un livre japonais de prose et de poésie chinoises compilé par Fujiwara no Akihira vers le milieu du XIe siècle durant l'époque de Heian.

## Composition
Le Honchō monzui est composé de quatorze volumes et comprend quatre cent trente-deux entrées de soixante-neuf auteurs sur une période d'approximativement deux cent quarante années. L'objet de l'ouvrage est de créer un modèle et une référence pour les écrivains. Les entrées sont réparties en trente-neuf sections. Les divisions sont fondées sur le Wén Xuǎn chinois (文選) dans lequel les deux partagent douze sections. Durant la compilation, Akihira a référencé de nombreux ouvrages, dont le Fusōshū, le Toshi bunshū (都氏文集) et le Ryō no gige (令義解).

## Titre
Le mot honchō signifie « Japon »  et est utilisé par opposition à la  « Chine ». Quand il sert de préfixe à un titre, il indique qu'il s'agit d'une version japonaise d'une chose originellement chinoise. Le Honchō monzui est construit d'après le Táng Wén Cuì (唐文粋) de Yáo Xuàn (姚鉉) (la lecture japonaise du titre est Tō monzui).
La plus ancienne référence au livre se trouve dans une entrée du Taiki (台記) (1150) dans lequel il est question de monzui. Alors que le titre plus court peut se rencontrer dans plusieurs autres œuvres, il apparaît dans le Honchō shojaku mokuroku (本朝書籍目録) comme Honchō monzui dont il semble qu'il ait été le titre officiel.
À la place de monzui, le caractère bunsui se trouve dans le Genchū saihishō (原À最秘抄) et le Ikyōshū (伊京集). Quoi qu'il en soit, la lecture communément admise est monzui.

## Influence
Le Honchō monzui a exercé une grande influence sur la littérature ultérieure. Le système de classification se retrouve dans des œuvres telles que le Honchō zoku monzui (本朝続文粋). Il est souvent cité dans les références de composition comme le Sakumon daitai (作文大体) et utilisé comme modèle d'écriture.